# 1643 en santé et médecine
| Années de la santé et de la médecine : 1640 - 1641 - 1642 - 1643 - 1644 - 1645 - 1646    |
| Décennies de la santé et de la médecine : 1610 - 1620 - 1630 - 1640 - 1650 - 1660 - 1670 |

Cet article présente les faits marquants de l'année 1643 en santé et médecine.

## Événements
- 14 mai : mort de Louis XIII d'un mal aujourd'hui identifié comme la maladie de Crohn[1]. Il est toutefois probable que cette maladie chronique n'ait fait que l'affaiblir et que le coup de grâce lui ait été donné par son médecin, Charles Bouvard, qui laisse le bilan de trente-quatre saignées, mille deux cents lavements et deux cent cinquante purges pratiqués sur le roi dans les deux dernières années de sa vie[2].
- 16 novembre : Jacques Cousinot est nommé Premier médecin de Louis XIV, succédant à Charles Bouvard[3].

## Publications
- Herman Van Der Heyden, Discours et advis sur les flus du ventre douloureux,, Gand, Servaes Manilius, 1643 (lire en ligne) où l'on trouve mention des vertus de l'écorce de quinquina.

## Naissances
- 3 septembre : Lorenzo Bellini (mort en 1704), médecin, anatomiste et universitaire italien.

1er octobre : Angelo Legrenzi (it) (mort en 1708), médecin italien.
- Date indéterminée
  - Pierre Baudeau (mort en 1708), médecin français.
  - Jean Baptiste Denis (mort en 1704), médecin français.
  - Pierre Dionis (mort en 1718), chirurgien et anatomiste français.
  - Pirro Maria Gabrielli (mort en 1705), médecin italien.

## Décès
- 22 août : Johann Georg Wirsung (né en 1589), anatomiste allemand. Il a été assassiné par un étudiant belge nommé Giacomo Cambier alors qu'il entrait dans sa maison la nuit, probablement à la suite d'une querelle portant sur la primauté de la découverte, en 1642, du canal pancréatique principal dénommé depuis le canal de Wirsung[4].